# Union de banques à Paris
Union de Banques à Paris (UBP) est un établissement bancaire créé à Paris en 1935 et faisant partie du groupe HSBC depuis 2005.

## Historique
La banque UBP est créée en 1935 par la fusion de trois banques affaiblies individuellement par la crise de 1929 : 
- la Banque mutuelle d'études et de crédits,
- la Banque de Suède et de Paris (d'Ivar Kreuger) et
- la Banque argentine et française (filiale de la Banque française du Rio de la Plata, fondée en 1909)[1].

La banque devient publique à la suite de la loi de nationalisation du 13 février 1982.
UBP est entrée dans le groupe CCF et est ainsi intégrée au groupe HSBC depuis 2005.